# جون ويليام كندريك
جون ويليام كندريك (بالإنجليزية: John William Kendrick)‏ هو مهندس مدني ومهندس أمريكي، ولد في 14 أكتوبر 1853 في ورسستر في الولايات المتحدة، وتوفي في 16 فبراير 1924.